# Vaišja
Vaišjové je jedna z varen ve starověké Indii. Byli do ní řazeni obchodníci, řemeslníci a zemědělci. Podle upanišad Brahmá vytvořil Vaišje ze stehen. Specifickou barvou je žlutá.